# Liste der Dortmunder Bahnhöfe

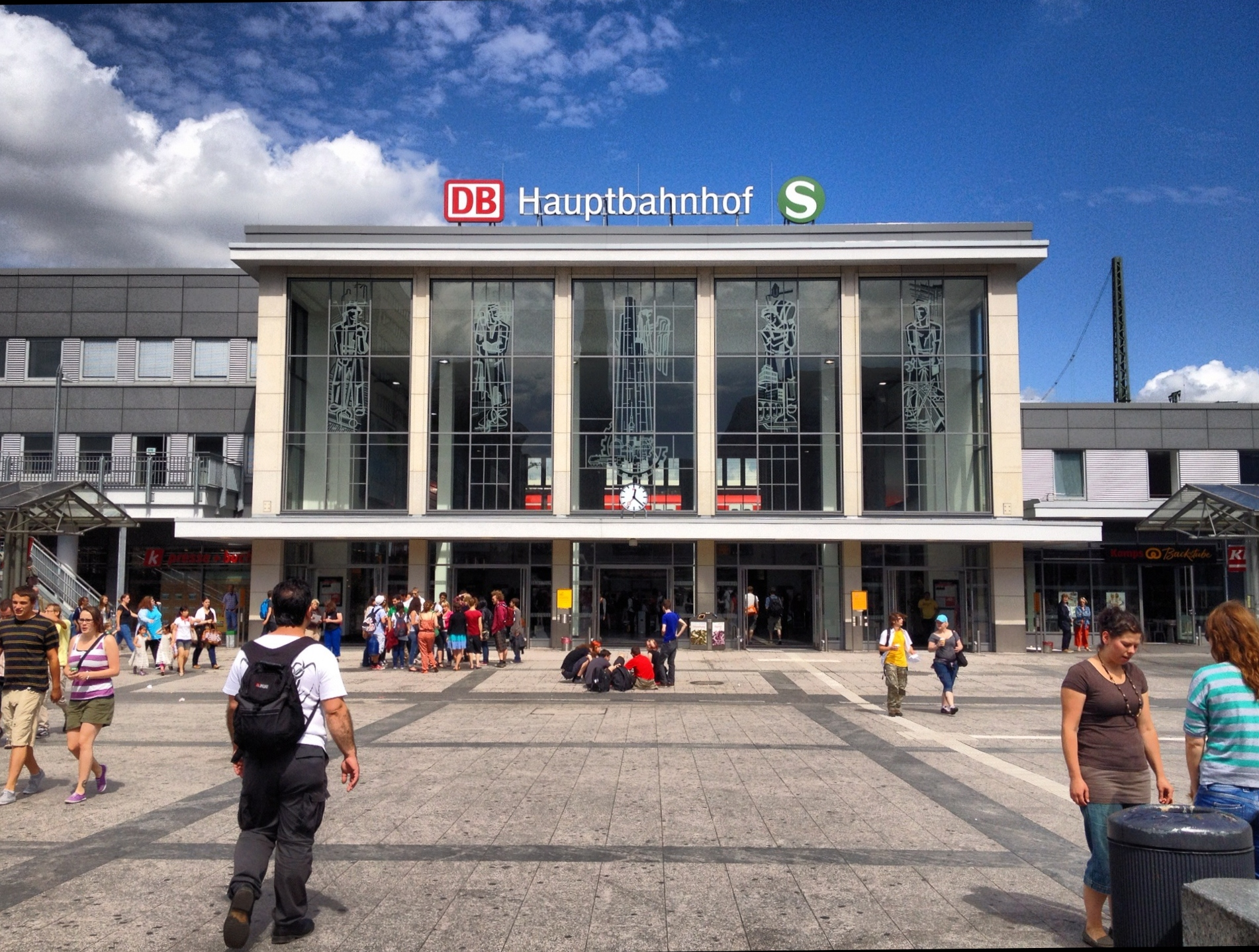
Hauptbahnhof

Diese Seite bietet einen Überblick über bestehende und ehemalige Bahnhöfe sowie S-Bahn-Haltepunkte in Dortmund.

## Personenbahnhöfe

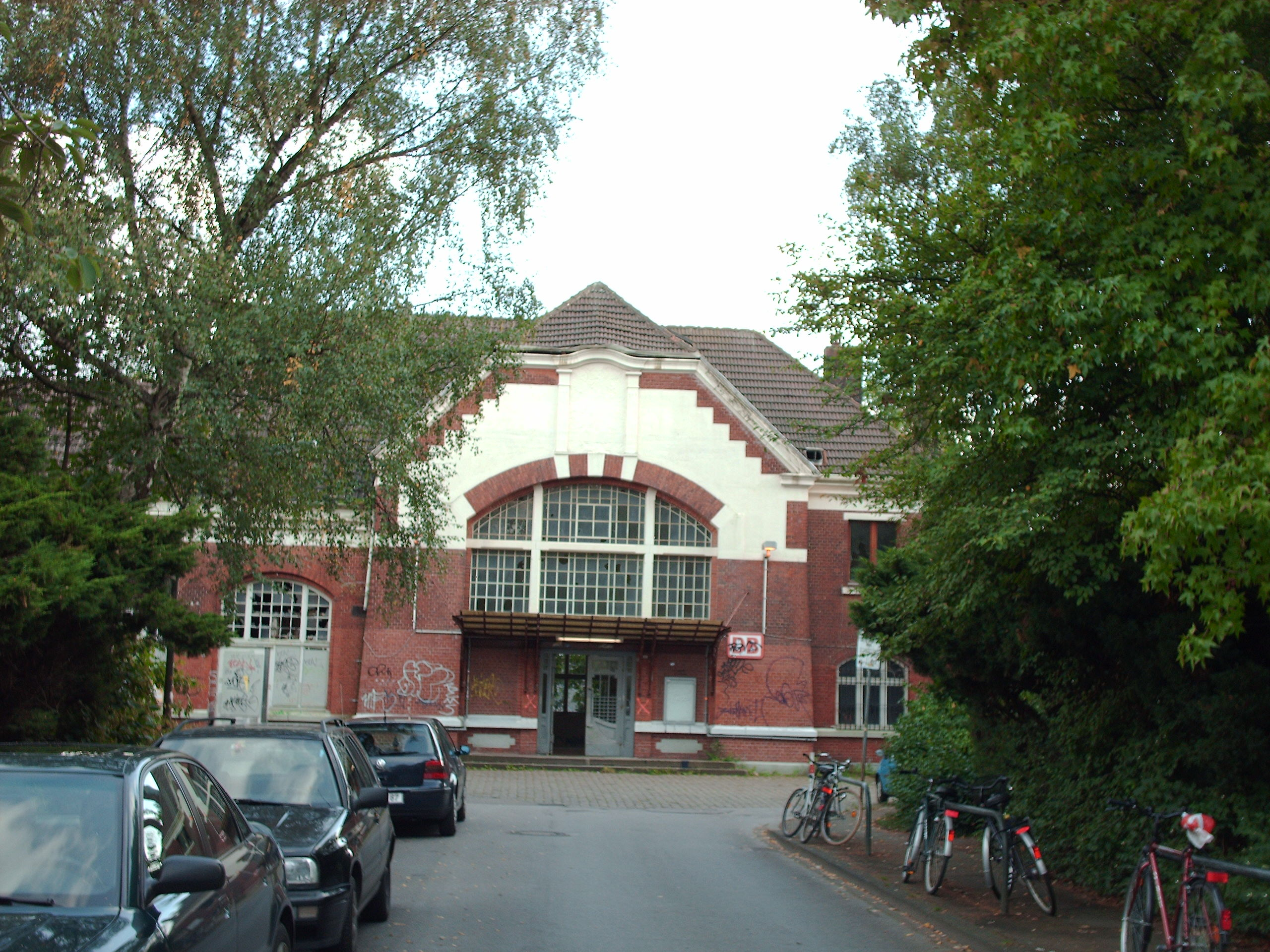
Bahnhof Kurl

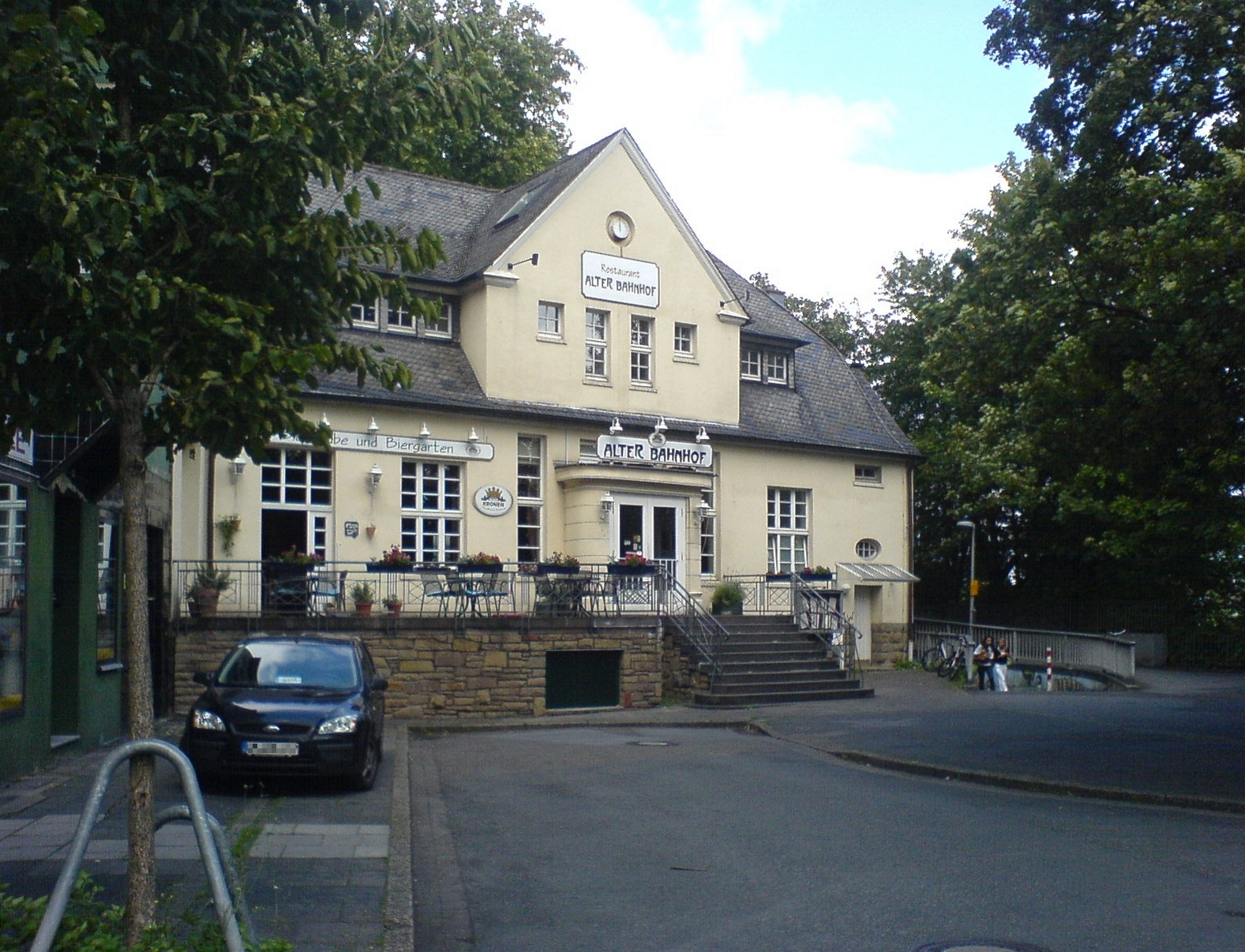
Bahnhof Huckarde Nord

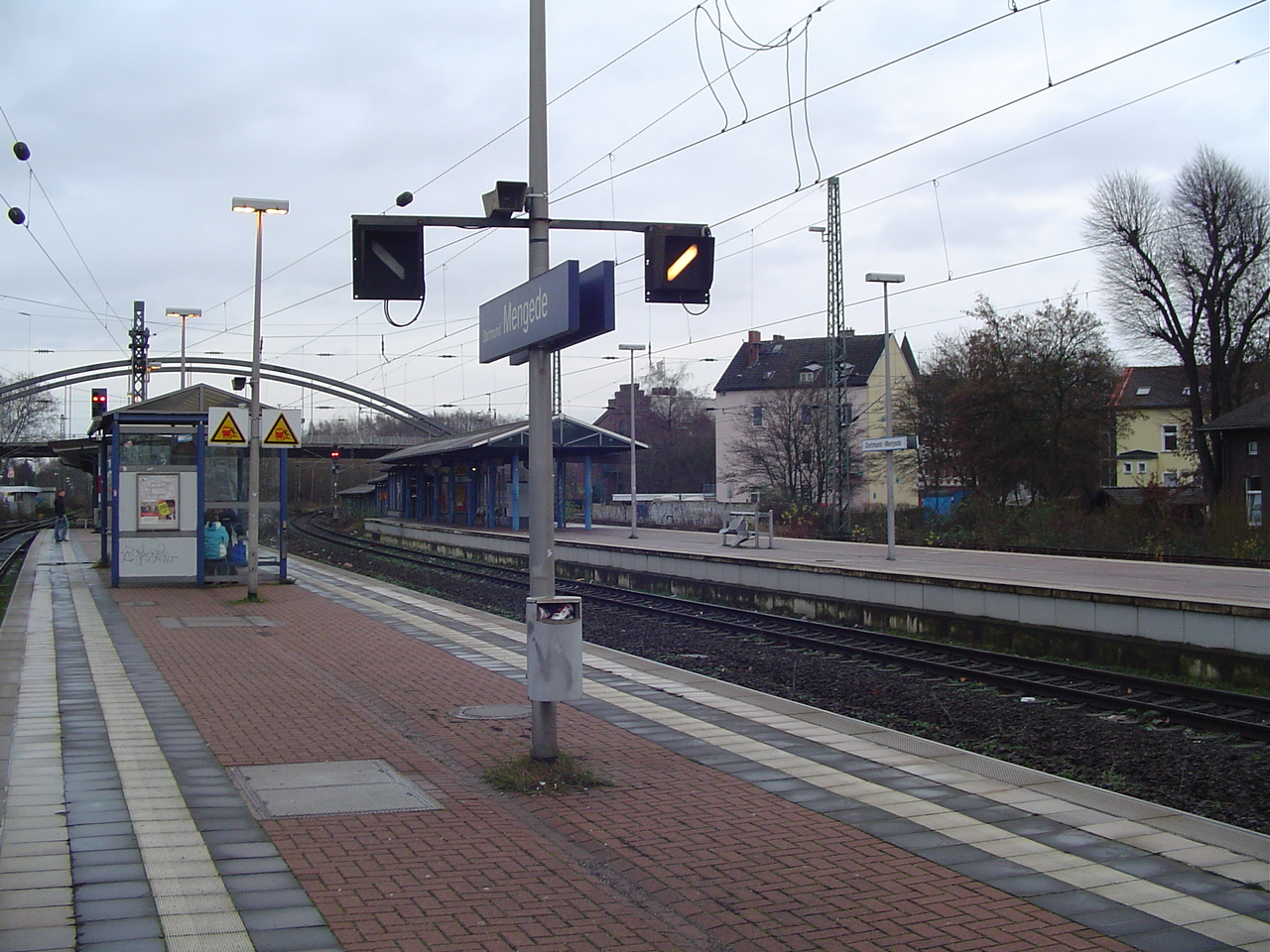
Bahnhof Mengede

Dortmund verfügte zur Zeit der privaten Eisenbahngesellschaften bis zur Verstaatlichung über mehrere zentrale Bahnhöfe in bzw. am Rand der Innenstadt. Hiervon existiert an selber Stelle nur noch der heutige Hauptbahnhof.
- Dortmund Hbf, vormals Bahnhof der Köln-Mindener Eisenbahn-Gesellschaft und der Bergisch-Märkischen Eisenbahn-Gesellschaft

Dazu kommt eine größere Anzahl von Stadtteilbahnhöfen. Sie wurden mehrheitlich nach dem jeweiligen Stadtteil beziehungsweise ihrer Lage in diesem Stadtteil benannt.
- Dortmund-Aplerbeck
- Dortmund-Aplerbeck Süd
- Dortmund-Asseln Mitte
- Dortmund-Barop
- Dortmund-Bövinghausen
- Dortmund-Brackel
- Dortmund-Derne
- Dortmund-Dorstfeld
- Dortmund-Dorstfeld Süd
- Dortmund-Germania
- Dortmund-Hörde
- Dortmund-Huckarde
- Dortmund-Huckarde Nord
- Dortmund-Kirchderne
- Dortmund-Kirchhörde
- Dortmund-Kley
- Dortmund Knappschaftskrankenhaus
- Dortmund-Körne
- Dortmund-Körne West
- Dortmund-Kruckel
- Dortmund-Kurl
- Dortmund-Löttringhausen
- Dortmund-Lütgendortmund
- Dortmund-Lütgendortmund Nord
- Dortmund-Marten
- Dortmund-Marten Süd
- Dortmund-Mengede
- Dortmund Möllerbrücke
- Dortmund-Nette/Oestrich
- Dortmund-Oespel
- Dortmund-Rahm
- Dortmund-Scharnhorst, vormals Dortmund Flughafen
- Dortmund Signal-Iduna-Park, bis 9. Dezember 2006 Dortmund Westfalenhalle
- Dortmund-Sölde
- Dortmund-Somborn
- Dortmund Stadthaus
- Dortmund Tierpark, vormals Dortmund Brünninghausen
- Dortmund Universität
- Dortmund West
- Dortmund-Westerfilde
- Dortmund-Wickede
- Dortmund-Wickede West
- Dortmund-Wischlingen

Neben den betriebenen Bahnhöfen und Haltepunkten besteht auch eine kleinere Zahl stillgelegter Stationen. Zum Teil wurden sie durch Personenbahnhöfe in direkter Umgebung ersetzt. Eine Sonderstellung nehmen dabei die beiden Haltepunkte Dortmund Hoesch und Dortmund Werkstätte ein. Sie waren Betriebsstationen für die sich nebenan befindenden Industrien und Gewerbebetriebe. Aus- und Einsteigen war nur für dort beschäftigte Menschen gestattet.
- Dortmund-Asseln, ersetzt durch Dortmund-Asseln Mitte
- Dortmund-Großholthausen, kein Ersatz
- Dortmund Hoesch, kein Ersatz
- Hörde Rheinischer Bahnhof (später Hörde/Hacheney) war ein Bahnhof der Strecke von Dortmund Südbahnhof nach Herdecke und Hagen, befand sich auf dem heutigen Phoenix West-Gelände
- Dortmund Kluse, Haltepunkt der RhE zwischen Dortmund Südbahnhof und Hörde/Hacheney auf der Strecke nach Herdecke und Hagen
- Dortmund Ost, ehemaliger Bahnhof der Dortmund-Gronau-Enscheder Eisenbahn-Gesellschaft; kein Ersatz
- Dortmund-Silberknapp, kein Ersatz
- Dortmund Süd, ehemaliger Bahnhof der Rheinischen Eisenbahn-Gesellschaft und der Königlich-Westfälischen Eisenbahn-Gesellschaft;  Ersatz durch Dortmund Stadthaus
- Dortmund Werkstätte, kein Ersatz
- Dortmund-Hohensyburg, kein Ersatz

Im Zusammenhang mit Planungen im Netz des SPNV stehen einige neue Haltepunkte seit einigen Jahren in der Diskussion.
- Dortmund Brügmannplatz, zusätzliche Station
- Dortmund-Hombruch, Ersatz für Dortmund-Barop
- Dortmund Kronprinzenstraße, zusätzliche Station
- Dortmund Menglinghauser Straße, Ersatz für Dortmund-Kruckel
- Dortmund West, zusätzliche Station für S5
- Dortmund Technologiepark, zusätzliche Station

## Güterbahnhöfe
- KV-Anlage Am Hafenbahnhof (neuangelegte Container-Verladeanlage auf dem Gelände des nachstehenden ehemaligen Hafenbahnhofes)
- Dortmund Nord (ehemaliger Hafenbahnhof der Dortmunder Eisenbahn)
- Dortmunderfeld (ehemaliger Rangierbahnhof, stillgelegt und fast vollständig abgebrochen)
- Dortmund-Obereving (letzter Güterbahnhof der DB Cargo in Dortmund)
- Dortmund Süd
- Rangierbahnhof Dortmund Gbf (Güterbahnhof), früher: Dortmund Rbf (stillgelegt; Abbruch für den Bau des Betriebswerks Dortmund-Hafen läuft[1][2])
- Dortmund Ostbahnhof (ehemaliger Güterbahnhof, Rückbau)

## Betriebsbahnhöfe
- Dortmund-Betriebsbahnhof
- Siemens-Werk Dortmund-Eving
- Betriebswerk Dortmund-Hafen (geplant)[1][2]

## Nach Bahnlinien

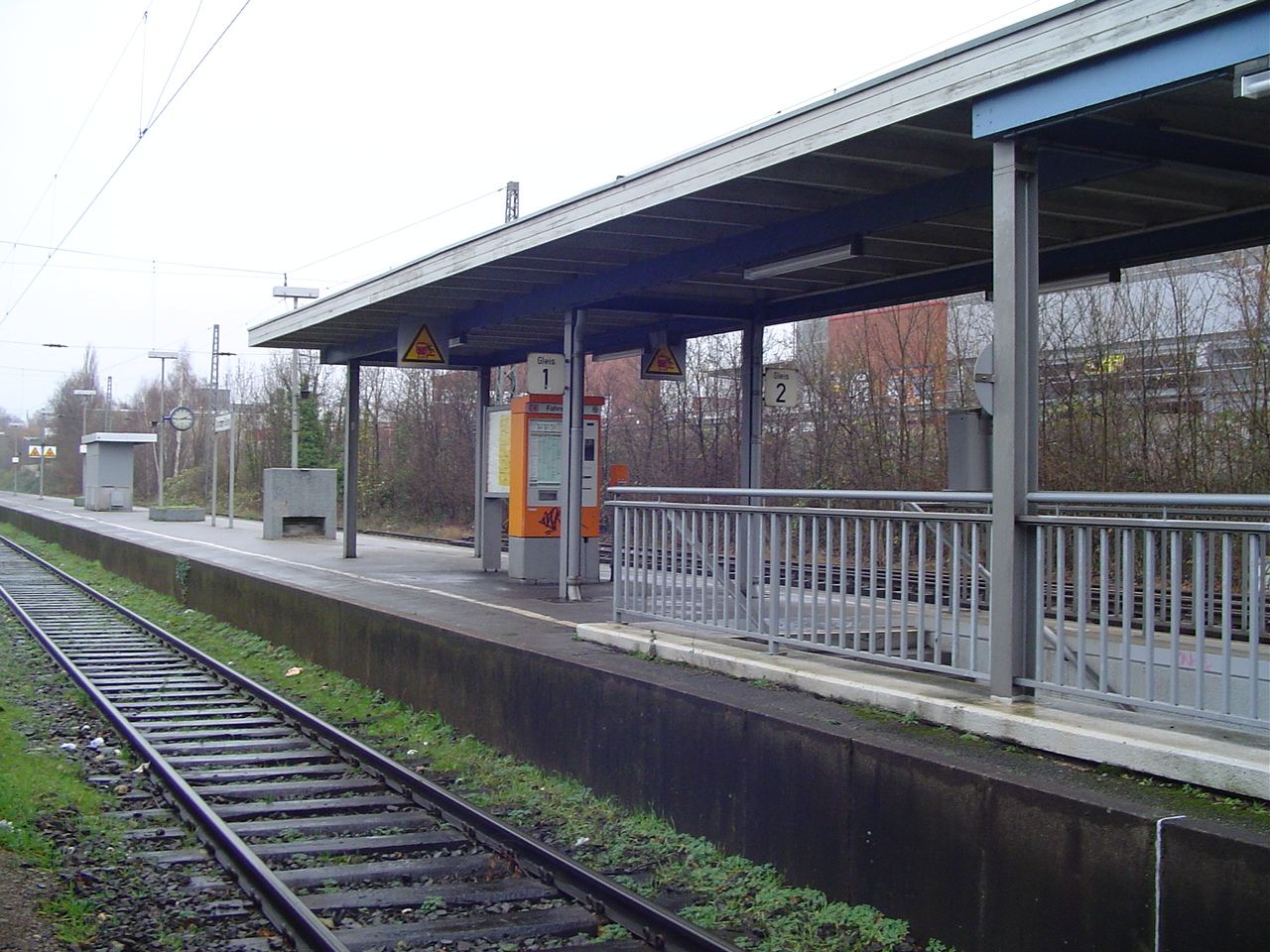
S-Bahnhof Barop

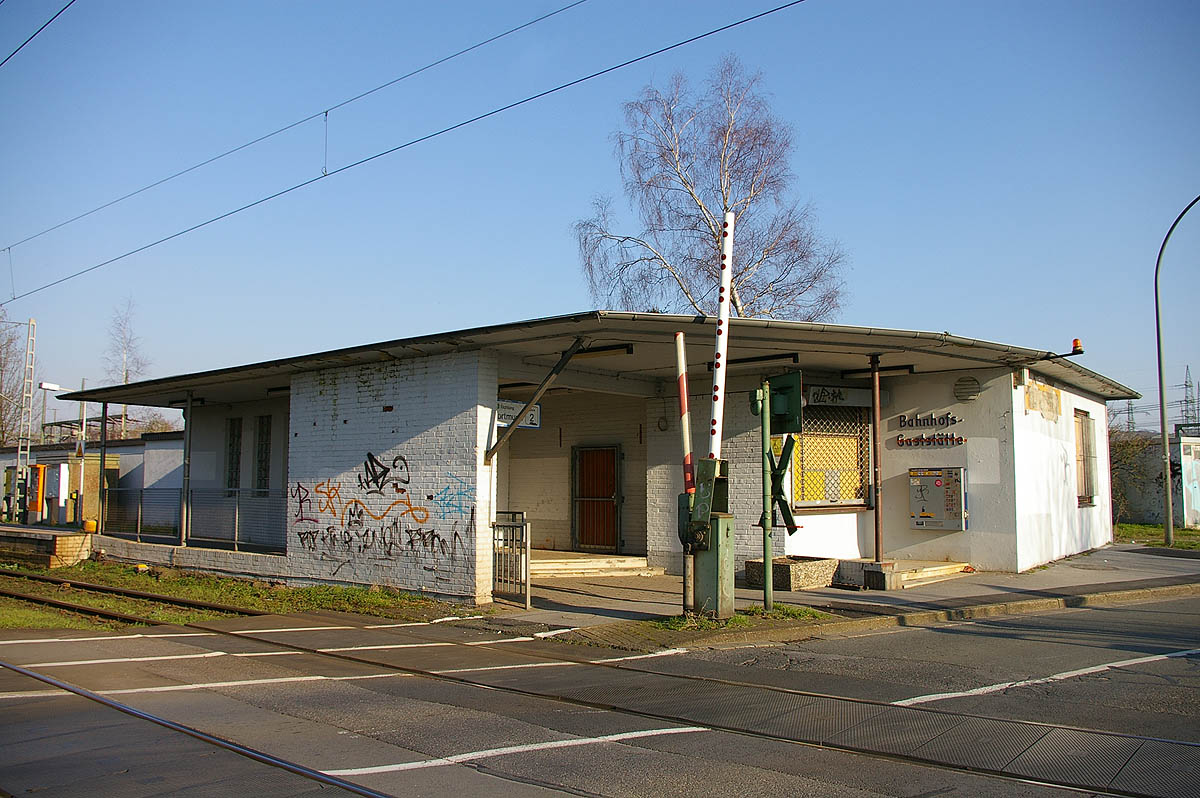
Das leerstehende Bahnhofsgebäude in Kruckel

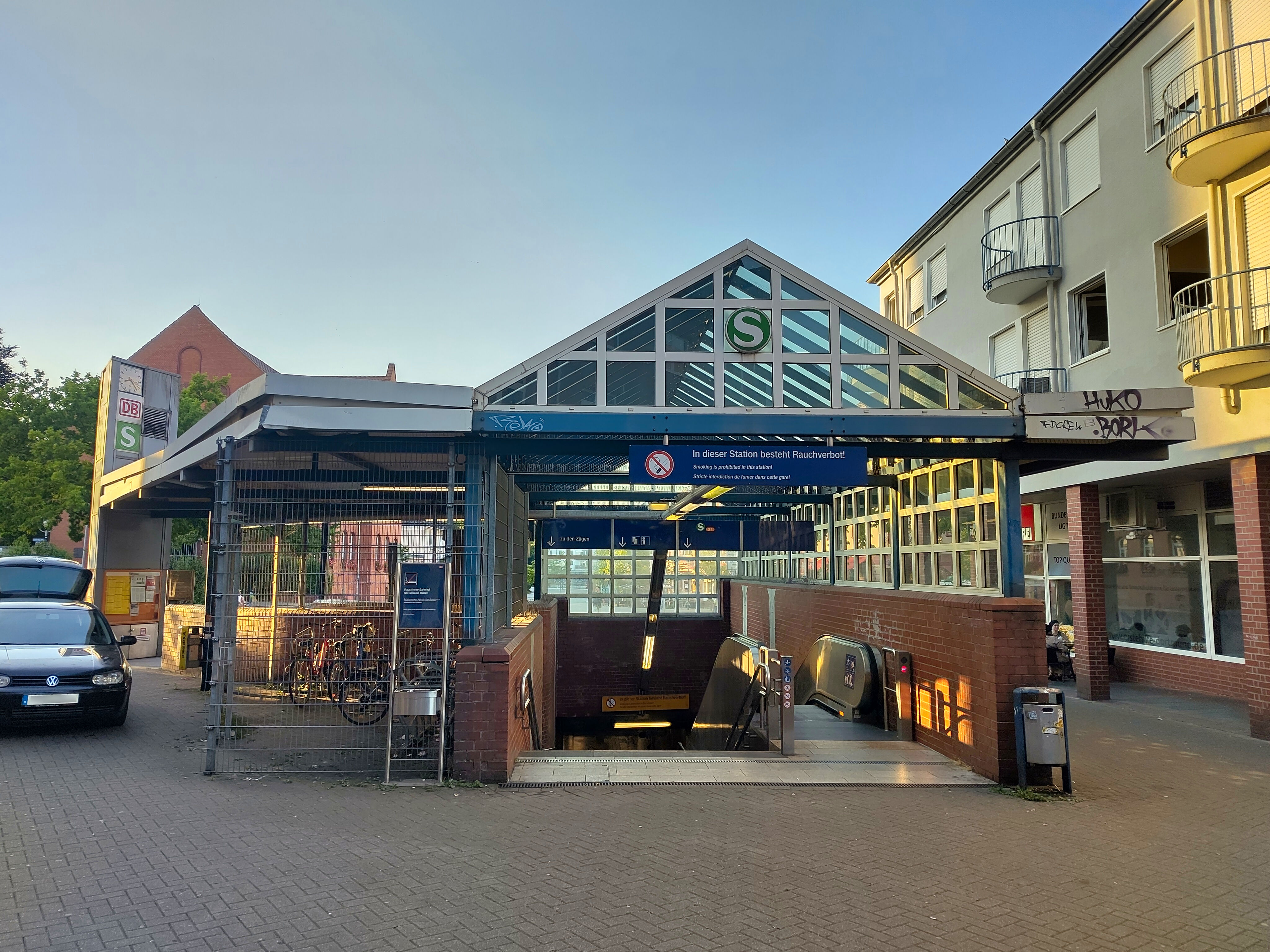
S-Bahnhof Lütgendortmund

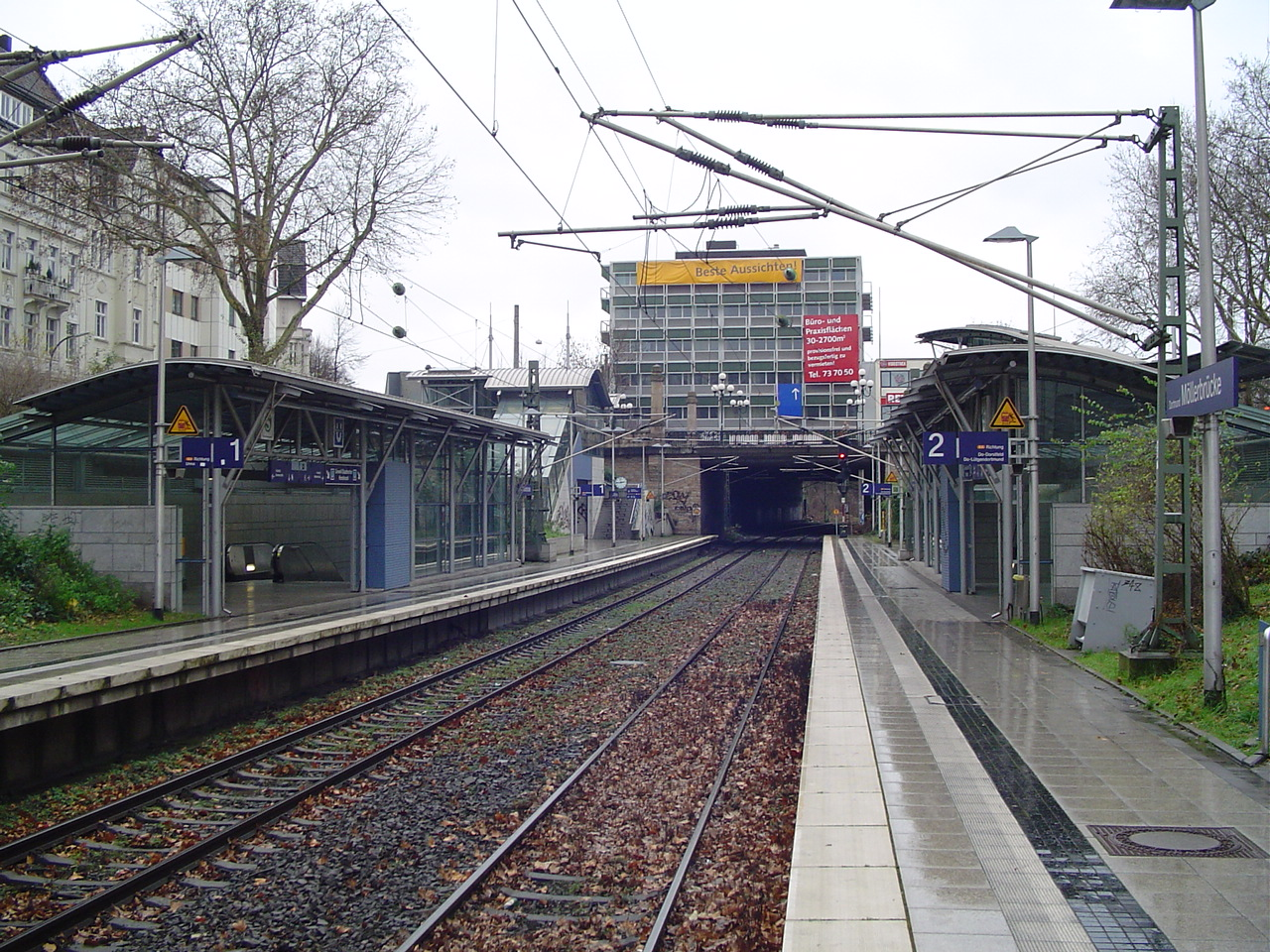
S-Bahnhof Möllerbrücke

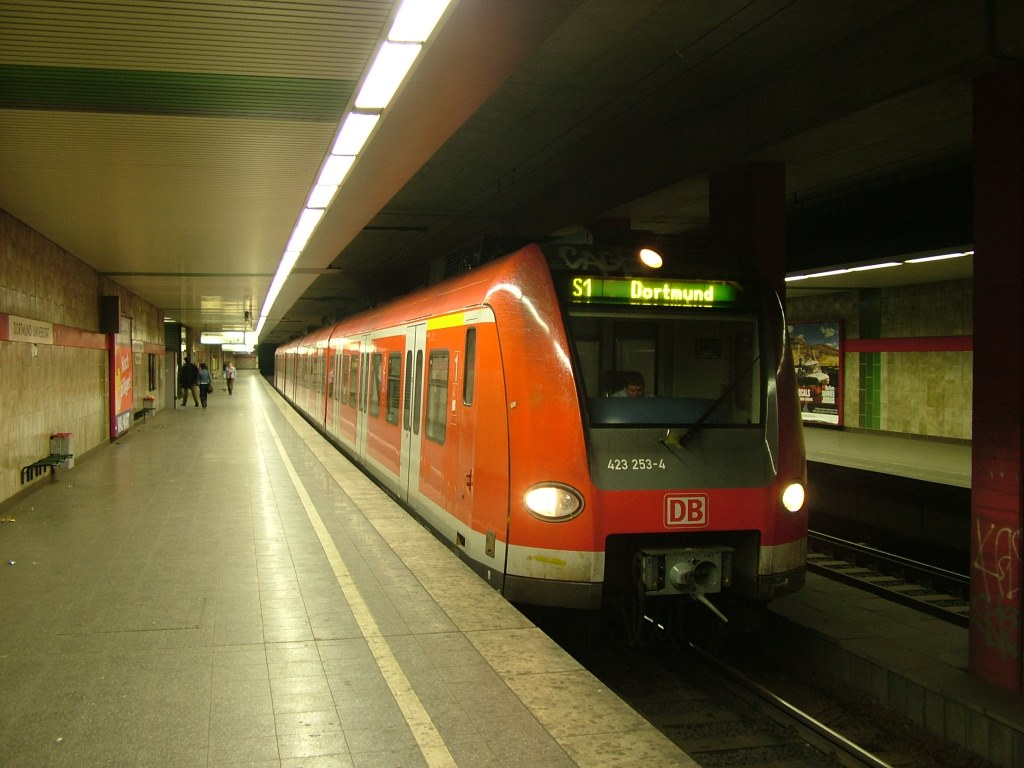
S-Bahnhof Universität

### Fernverkehr
Im Fernverkehr wird nur ein Bahnhof in Dortmund bedient.
- Dortmund Hbf

### Regionalverkehr
Alle Regionalexpresslinien halten am Dortmunder Hauptbahnhof. Zusätzlich werden vor allem Bahnhöfe östlich des Dortmunder Hauptbahnhofs angefahren. Eine Ausnahme bildet hier der Bahnhof Dortmund-Mengede im Nordwesten der Stadt. Die Regionalbahnlinien erschließen außer der Linie RB43 das Dortmunder Stadtgebiet im Norden, Süden und Südosten. Der Rheinische Esel war bis zur Betriebseinstellung die einzige Strecke des Regionalverkehrs, welche nicht über den Hauptbahnhof führte.

#### Regionalexpresslinie 1
- Dortmund-Kurl
- Dortmund-Scharnhorst
- Dortmund Hbf

#### Regionalexpresslinie 3
- Dortmund-Kurl
- Dortmund-Scharnhorst
- Dortmund Hbf
- Dortmund-Mengede

#### Regionalexpresslinie 4
- Dortmund Hbf

#### Regionalexpress Linie 6
- Dortmund Hbf

#### Regionalexpresslinie 11
- Dortmund-Kurl
- Dortmund-Scharnhorst
- Dortmund Hbf

#### Regionalexpresslinie 34
- Dortmund Hbf

#### Regionalexpresslinie 57
- Dortmund Hbf
- Dortmund-Hörde

#### Regionalbahnlinie 32
- Dortmund Hbf
- Dortmund-Mengede

#### Regionalbahnlinie 43
- Dortmund Hbf
- Dortmund-Werkstätte, stillgelegt
- Dortmund-Huckarde Nord
- Dortmund-Rahm
- Dortmund-Marten
- Dortmund-Lütgendortmund Nord
- Dortmund-Bövinghausen

#### Regionalbahnlinie 50
- Dortmund Hbf
- Dortmund-Hoesch, stillgelegt
- Dortmund-Kirchderne
- Dortmund-Derne

#### Regionalbahnlinie 51
- Dortmund Hbf
- Dortmund-Hoesch, stillgelegt
- Dortmund-Kirchderne
- Dortmund-Derne

#### Regionalbahnlinie 52
- Dortmund Hbf
- Dortmund Signal-Iduna-Park, vormals Dortmund Westfalenhalle
- Dortmund Tierpark, vormals Dortmund-Brünninghausen
- Dortmund-Kirchhörde
- Dortmund-Löttringhausen

#### Regionalbahnlinie 53
- Dortmund Hbf
- Dortmund Signal-Iduna-Park, vormals Dortmund Westfalenhalle
- Dortmund-Hörde
- Dortmund-Aplerbeck Süd

#### Regionalbahnlinie 59
- Dortmund Hbf

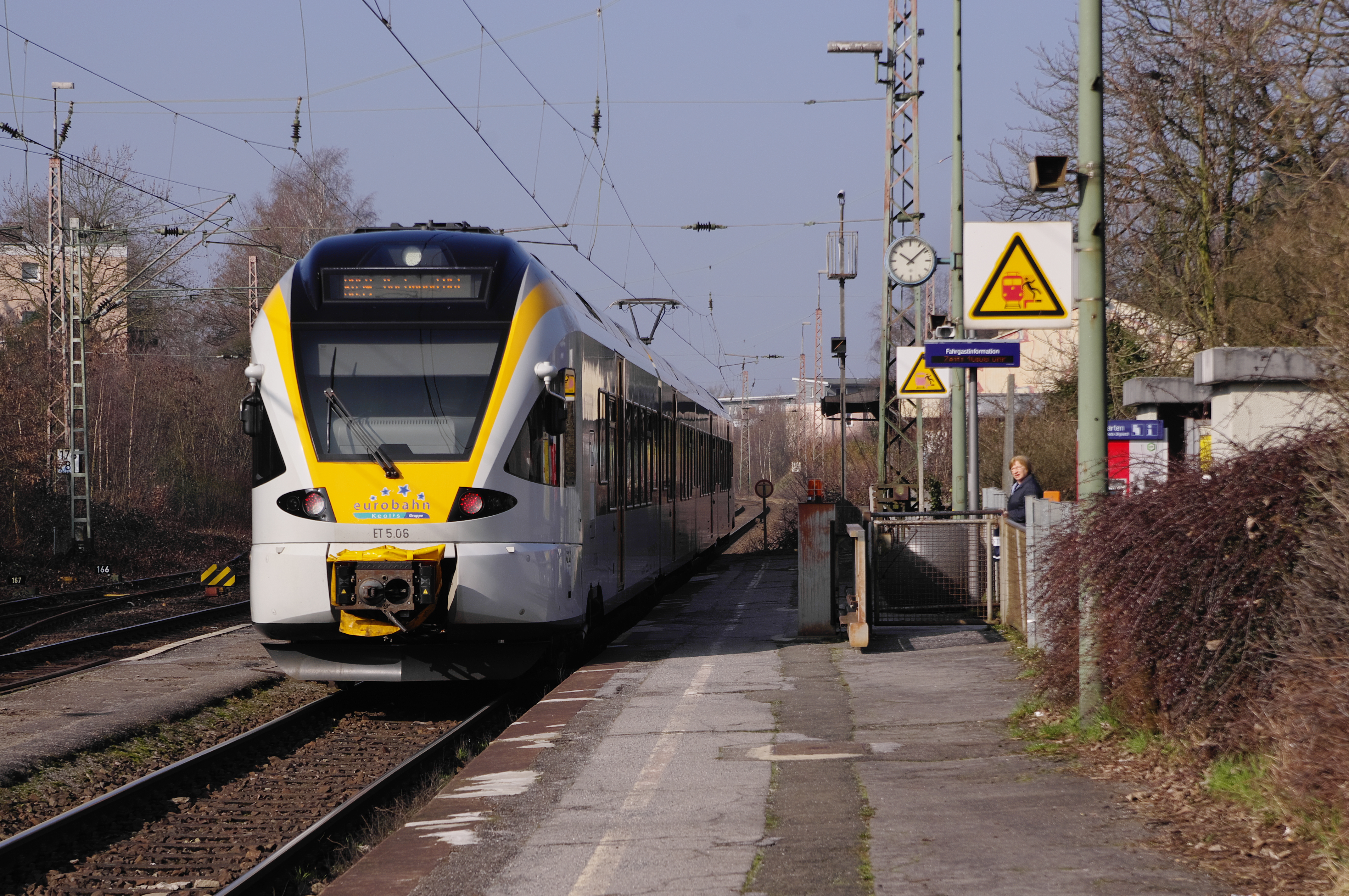
RB59 im Bahnhof Aplerbeck

- Dortmund Signal-Iduna-Park, vormals Dortmund Westfalenhalle
- Dortmund-Hörde
- Dortmund-Aplerbeck
- Dortmund-Sölde
- Holzwickede/Airport Dortmund, gehört zur Stadt Holzwickede

#### NebenbahnlinieRheinischer Esel, stillgelegt
- Dortmund-Löttringhausen
- Dortmund-Großholthausen, stillgelegt
- Dortmund-Silberknapp, stillgelegt

### S-Bahnverkehr
Die S-Bahnlinien erschließen die Gebiete westlich vom Dortmunder Hauptbahnhof. Eine Ausnahme ist die S-Bahnlinie 4, welche nicht über den Hauptbahnhof fährt und als einzige S-Bahnlinie die östlichen Stadtteile erschließt.

#### S-Bahn-Linie 1
- Dortmund Brügmannplatz, geplant als zusätzlicher Halt
- Dortmund Hbf
- Dortmund-Dorstfeld
- Dortmund-Dorstfeld Süd
- Dortmund Universität
- Dortmund Technologiepark, geplant als zusätzlicher Halt
- Dortmund-Oespel
- Dortmund-Kley

#### S-Bahn-Linie 2
- Dortmund Brügmannplatz, geplant als zusätzlicher Halt
- Dortmund Hbf
- Dortmund-Dorstfeld
- Dortmund-Wischlingen
- Dortmund-Huckarde
- Dortmund-Westerfilde
- Dortmund-Nette/Oestrich
- Dortmund-Mengede

#### S-Bahn-Linie 4
- Dortmund-Wickede
- Dortmund-Wickede West
- Dortmund-Asseln, stillgelegt und Ersetzt durch Dortmund-Asseln Mitte
- Dortmund-Asseln Mitte
- Dortmund-Brackel
- Dortmund Knappschaftskrankenhaus
- Dortmund-Körne
- Dortmund-Körne West
- Dortmund-Kronprinzenstraße, geplant als zusätzlicher Halt
- Dortmund Stadthaus
- Dortmund Möllerbrücke
- Dortmund West
- Dortmund-Dorstfeld
- Dortmund-Marten Süd
- Dortmund-Germania
- Dortmund-Somborn
- Dortmund-Lütgendortmund
- Dortmund-Bövinghausen, geplant als zusätzlicher Halt dieser Bahnlinie. Dortmund-Bövinghausen besteht bereits für die Regionalbahnlinie 43.

#### S-Bahn-Linie 5
- Dortmund Hbf
- Dortmund West, geplant als zusätzlicher Halt
- Dortmund Hombruch, geplant als Ersatz für Dortmund-Barop
- Dortmund-Barop
- Dortmund-Kruckel
- Dortmund Menglinghauser Straße, geplant als Ersatz für Dortmund-Kruckel